# São José do Rio Pardo
São José do Rio Pardo is een gemeente in de Braziliaanse deelstaat São Paulo. De gemeente telt 53.281 inwoners (schatting 2009).

## Aangrenzende gemeenten
De gemeente grenst aan Caconde, Casa Branca, Divinolândia, Itobi, Mococa, São Sebastião da Grama en Tapiratiba.

## Geboren
- Orani Tempesta (1950), geestelijke, aartsbisschop van Belém (2004-2009) en Rio de Janeiro (sinds 2009) en kardinaal